# Sociedade Filarmónica Aurora Pedroguense
A Sociedade Filarmónica Aurora Pedroguense é uma associação musical portuguesa, fundada em 15 de Abril de 1891 e sediada em Pedrógão Pequeno, Sertã. Actualmente é composta por 40 executantes entre os 10 e os 53 anos, sob a orientação musical de Pedro Nunes Rodrigues Sousa Cordeiro. 

## História
Pouco se sabe das suas origens. Esteve inactiva entre 1892 e 1898, por falta de apoios e incentivos. Deu-se o nome de “Aurora” por ser o nascer de uma nova alma musical. Um dos grandes impulsionadores foi Adelino Duarte Pessoa dos Santos, sendo convidado para seu primeiro director Joaquim Henriques Vidigal. Adelino Duarte Pessoa dos Santos sucedeu-lhe, gerindo os destinos da Filarmónica entre 1899 e 1900.
A direcção de Alfredo das Neves e Conceição, iniciada em 1 de Outubro de 1906, teve como colaboradores Francisco Alves dos Santos e o executante José Inácio Pessoa. De 1916 a 1924 fez-se notar a actuação do padre Matos, pároco de Pedrógão Pequeno, tendo como colaboradores Francisco Alves dos Santos e o executante António da Silva Barata.
Em 1925 foi director Francisco Alves dos Santos, sendo regente António da Silva Barata.
A partir de 1926 passaram pela direcção da Filarmónica: António Ferreira David, Francisco da Costa Mouga, Inácio Henriques Vidigal, Francisco Alves dos Santos e José Martins.
Entre 1934 e 1942 a Filarmónica foi liderada por Gustavo Perfeito Sequeira Alves, que também foi músico e Maestro (em algumas ocasiões). Sucedendo-lhe em 1943 o Prof. Joaquim Nunes Rodrigues e Francisco Costa Mouga, tendo neste período a Filarmónica vivido alguns problemas, tendo estado em vias de fechar as portas.
Em 1944 o Padre Serafim Serra assume a liderança da Filarmónica com a colaboração de Francisco Alves da Silva e José Antunes Amaro. Sendo a regência da Banda entregue ao Maestro Ângelo Ambrósio. É o início de um novo ciclo que vai terminar com a crise directiva e financeira de 1975.
A 31 de Julho de 1954 a Filarmónica actuou na recepção ao então Presidente da República General Craveiro Lopes, quando da inauguração da Barragem do Cabril, sendo esta talvez das mais importantes actuações da sua história.
Em 1979 foi criada a Escola de Música pelo Sr. Fernando Mouga, tendo sido o Padre João António da Silva o seu primeiro professor. Poucos meses depois foi contratado o Maestro Diogo António Santana, que também assumiu a Direcção da Escola de Música.
Dá-se início a uma nova era, apostando-se fortemente na formação, a Banda atinge assim um nível musical bastante elevado.
Em 1980 entram para a Banda os primeiros Músicos do sexo feminino, Suzete dos Santos Mendes e Judite Maria dos Santos Mendes.
Os estatutos foram aprovados em 26 de Abril de 1960. Está inscrita na Federação Portuguesa das Colectividades de Cultura e Recreio, da qual possui a medalha de ouro pela passagem do seu centenário, tendo sido classificda como Colectividade de Utilidade Pública por despacho de 24 de Junho de 1988, do primeiro-ministro Aníbal Cavaco Silva.
O verão de 2004 fica marcado por uma profunda crise directiva e financeira, os primeiros passos para a recuperação são dados com a eleição de uma nova comissão administrativa na Assembleia-geral de 5 de Setembro de 2004. Esta assembleia fica também marcada pela eleição da primeira mulher a ocupar cargos directivos nesta colectividade.

## Outras actividades
Possui uma Escola de Música gratuita, que tem prestado inegável contributo à juventude de Pedrógão Pequeno, que assim encontra no Campo Musical uma ocupação útil para os seus tempos livres. A escola conta actualmente com cerca de 15 alunos.
Desde 1991 que vem organizando um Encontro de Bandas Filarmónicas, onde têm actuado as mais prestigiadas filarmónicas de Portugal e da vizinha Espanha, pelo que tem um âmbito internacional.
Entre os dias 3 a 7 de Agosto de 2001 a filarmónica deslocou- se á ilha da Madeira onde participou nos dias 4 e 5 desse mês nas festas do santissimo sancramento, em Santana.
A 30 de Dezembro de 2001 s Filarmónica atuou no Estádio da Luz cerca de 30 mil espectadores, quando da realização do jogo Benfica - Alverca.
Conta ainda no seu historial com a gravação de um CD.
Desde a década de 40, realiza anualmente a 1 de novembro o convívio “ O Borrego” como os mais antigos lhe chamam. Além de uma arruada pela Vila de Pedrógão Pequeno, da missa e do concerto da Filarmónica, destaca-se o almoço convívio, que de acordo com a tradição é borrego guisado com batatas.
Muito pouco se sabe sobre as origens desta tradição, tudo leva a crer, que o objetivo desta festa era propocionar um dia de convívio aos músicos e dirigentes da Filarmónica, terminada mais uma época de festas.
A Sociedade Filarmónica Aurora Pedrogunese é dirigida dede 2011 pela maestro Pedro Nunes Rodrigues Sousa Cordeiro.
Aos 9 anos iniciou os estudos musicais na Escola de Música do Grupo Recreativo Apelaçoense (Loures). Dois anos depois, ingressa na Banda da Associação 1º de Maio Catujalense, como executante e Trompete.
Com 18 anos, fixa residência em Vila Nova de Anços (Coimbra), e integra a Filarmonica local. É admitido no Conservatório de Música de Coimbra, onde inicia o estudo de Tuba. Em 1996, ingressa na Banda da Região Militar Norte sediada em Coimbra. No ano seguinte é convidado a colaborar com a Orquestra Sinfónica Juvenil do Consevatório de Música de Poitiers (França), coma a qual realizou vários concertos em Portugal e França.
De 2000 a 2005, assume direção artística da Filarmónica do Grupo Recreativo Mirandense (Miranda do Corvo), reorganiza e desenvolve a sua escola de música.
Em outubro de 2000 frequenta um curso de regência promovido pela fundação INATEL.
Em abril de 2002 dirigiu a Banda da Soiedade Filarmónica Aurora Pedroguense até outubro do mesmo ano. Em agosto de 2003 assume a regência da Bnada de Source, cargo que ocupa cerca de um ano.
Em janeiro de 2006, assume a regência da Sociedade Filarmónica Recreativa e Beneficente VIlanovense até ao final de 2008.
Em dezembro de 2010 regressa á direção musical da Sociedade Filarmónica Aurora Pedroguense.

## Endereço
Sociedade Filarmónica Aurora Pedroguense

Rua Eduardo Conceição e Silva, N.º 89-91

6100-559 Pedrógão Pequeno, Sertã.